# Goniada clavata
Goniada clavata är en ringmaskart som beskrevs av Kirkegaard 1995. Goniada clavata ingår i släktet Goniada och familjen Goniadidae. Inga underarter finns listade i Catalogue of Life.